# I. Péter portugál király
I. Péter (Dom Pedro I.) más néven Kegyetlen, vagy Igazságos Péter (Coimbra, 1320. április 8. – Estremoz, 1367. január 18.) Portugália nyolcadik Burgundiai-házi királya.

## Élete

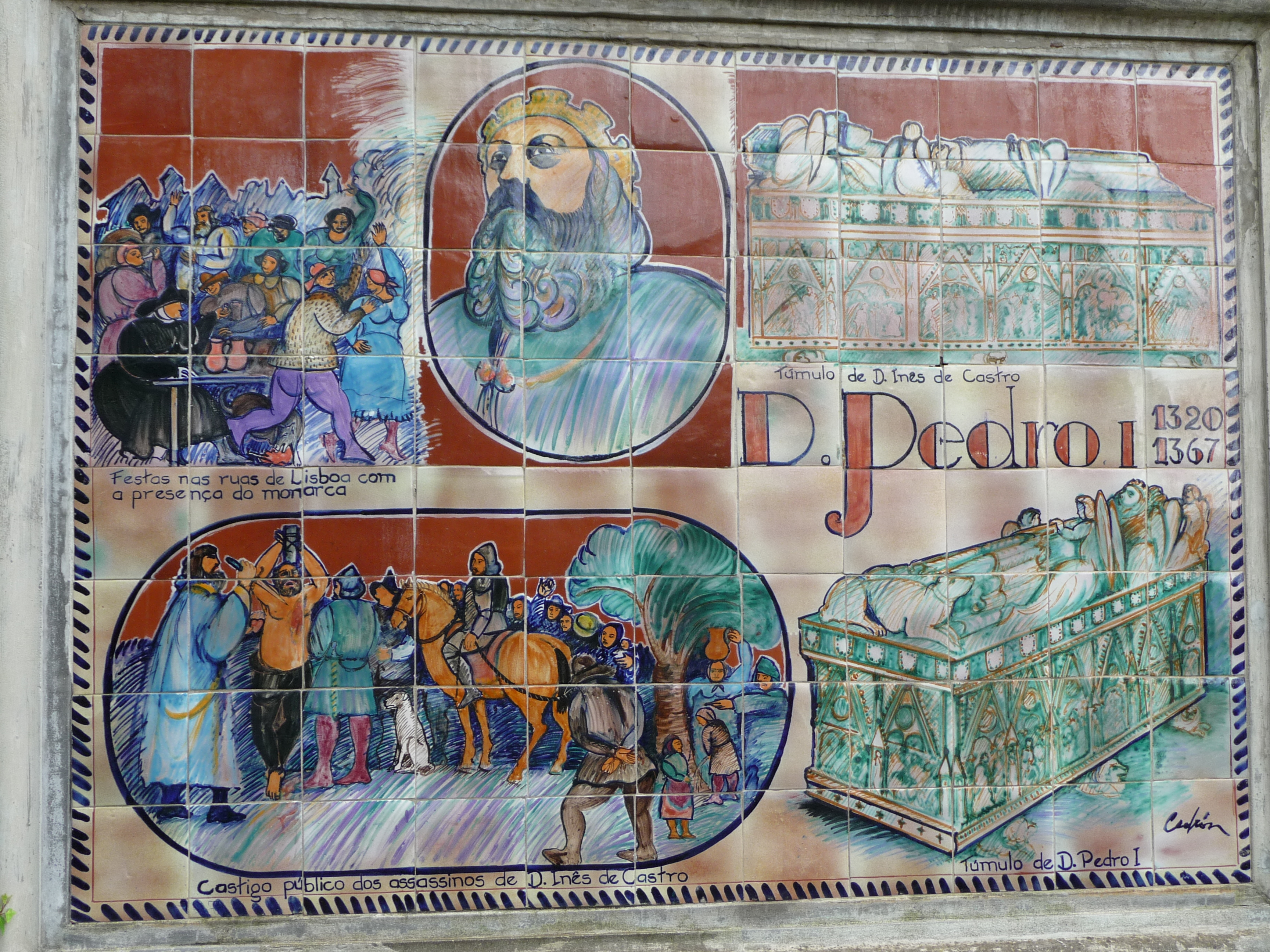
I. Péter uralkodásának fő eseményei:
1. utcabálok
Lisszabonban a király részvételével;
2. Inês de Castro síremléke
3. Inês de Castro gyilkosainak nyilvános kivégzése
4. I. Péter síremléke

IV. Alfonz, Portugália királyának harmadik fia. Első nejének halála után még mint trónörökös titokban feleségül vette előbbi udvarhölgyét, Inês de Castrót, aki négy gyermeket szült neki. IV. Alfonz nagyon tartott attól, hogy Inêszel Péter kasztíliai befolyás alá kerül, de hiába próbálta eltávolítani egymástól a szerelmeseket. Ezért amíg Péter vadászaton vett részt, Inêst IV. Alfonz parancsára elrabolták, és 1355. január 7-én Coimbrában, a Szent Klára-kolostorban a király jelenlétében meggyilkolták. Péter ezt sosem bocsátotta meg atyjának, aki ellen azonnal fegyveresen is felkelt, de nem sokkal apja halála előtt Braga érsekének közbenjárására formálisan kibékültek.
Amikor Péter apja 1357. évi halála után királlyá lett, szakított ennek politikájával, és szövetséget kötött I. Péter kasztíliai királlyal Aragónia ellen. A szövetséget azzal erősítette meg, hogy fiai, Ferdinánd, János és Dénes számára a kasztíliai király házasságon kívül született lányait kérte feleségül. A kasztíliai király kiszolgáltatta Péternek neje gyilkosait, aki elítéltette és kivégeztette őket. Amikor Péter kasztíliai királyt elhagyta a hadiszerencse, I. Péter ellene fordult és 1366-ban II. Trastámarai Henrikkel kötött szövetséget.

Titkos feleségének elvesztésén élete hátralevő részében sem tudta túltenni magát, és ez szélsőségekre vezette. Gondos uralkodóként hatékonyan fejlesztette a földművelést, az ipart, és különösen a tengeri kereskedelmet, amivel korábban nem látott jólétet teremtett az  országban; ő maga viszont mámorító örömökre hajlott, és egyre-másra tartott ünnepélyeit nem egyszer erőszakos, sőt nem ritkán kegyetlen tettek szakították meg. 

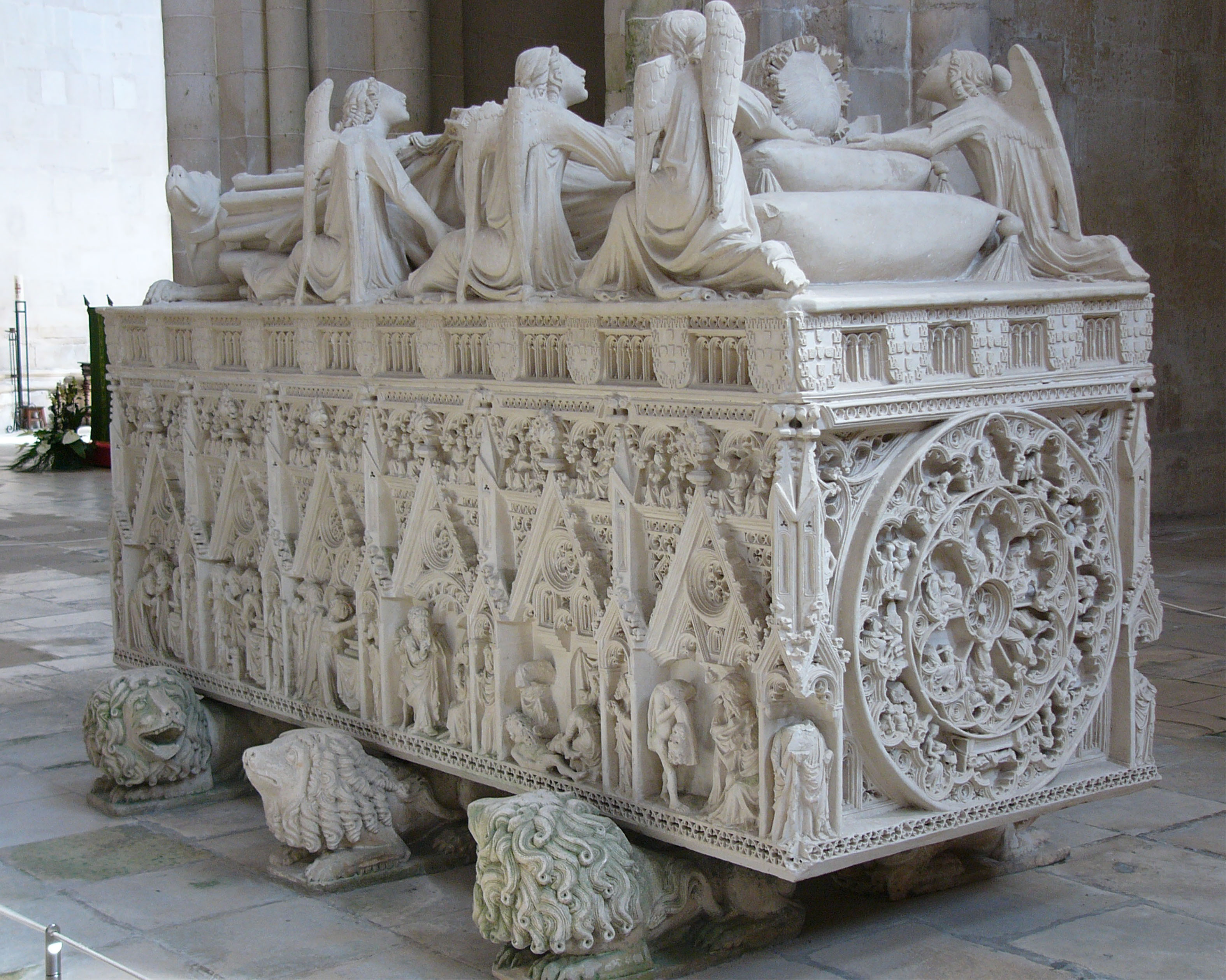
Péter sírja az alcobaçai kolostorban

1356-ban hirdette ki a beneplacito regio néven ismert törvényét, amely a király engedélyéhez kötötte a pápai írások portugáliai terjesztését.
A kegyetlen jelzőt az ismételt visszaélések, elsősorban a minden erkölcsi alapot nélkülöző peres eljárások miatt kapta.
Inês de Castróval kialakított kapcsolata „A halott királynő” (La Reine morte) c. 2009-ben készült francia tévéfilm történetének alapja.

## Gyermekei
Első felesége, Kasztíliai Blanka meddőnek bizonyult, ezért Péter elvált tőle.
Második feleségétől, doña Constanza Manuel de Castillától született gyermekei:
- Lajos (1341. február 27. - március 6.)
- Mária (1343. április 6. - 1367 után)
- Ferdinánd (1345. október 31. -1383. október 29), I. Ferdinánd néven apja utóda, felesége Teles–Meneses Eleonóra (1350–1386) portugál úrnő, 3 gyermek, többek között:
  - Beatrix (1372–1409), I. Beatrix néven portugál királynő, férje I. János (1358–1390) kasztíliai király, 1 fiú:
    - Mihály (1384–1385) portugál és kasztíliai infáns, Portugália trónörököse

Harmadik feleségétől, Inês de Castrótól:
- Beatrix (1347 – 1381), férje Kasztíliai Sancho (1342 – 1374), Alburquerque grófja, a Burgundiai-házból származó XI. (Bosszúálló, vagy Igazságos) Alfonz  (1311 – 1350) kasztíliai és leóni királynak a házasságon kívül született fia, két gyermekük született, többek között:
  - I. Eleonóra (1374–1435), Alburquerque grófnője, férje I. Ferdinánd (1380–1416) aragón király, 7 gyermek
- Alfonz (1348-?) gyermekkorában meghalt
- János (1349-1397)
- Dénes (1354-1397), 1383-ban magának követelte a trónt

Házasságon kívüli gyermeke Teresa Gille Lourenço-tól:
- János, 1385-től I. János néven uralkodott